# Microdiplodia minuscula
Microdiplodia minuscula är en svampart som först beskrevs av Penz. & Sacc., och fick sitt nu gällande namn av Tassi 1902. Microdiplodia minuscula ingår i släktet Microdiplodia och familjen Botryosphaeriaceae.   Inga underarter finns listade i Catalogue of Life.